# 小行星8006
小行星8006（英語：8006 Tacchini）是一颗围绕太阳公转的小行星。1988年8月22日，Osservatorio San Vittore在博洛尼亚发现了此天体。
这颗小行星的绝对星等为146.4051220144641等。